# Rhamnazin

Strukturformel för rhamnazin.

Rhamnazin (3,4',5-trihydroxi-3',7-dimetoxiflavon eller IUPAC 3,5-dihydroxi-2-(4-hydroxi-3-metoxifenyl)-7-metoxi-4-kromen-4-on) är en flavonol (en klass av flavonoider). Den är metylerad på både position 3' och 7, till skillnad mot rhamnetin (endast metylerad på position 7) och isorhamnetin (endast på 3'). Rhamnazin är således en dimetylerad quercetin (7,3'-dimetylquercetin) och biosyntetiseras genom metylering av rhamnetin (under ombildning av S-adenosylmetionin till S-adenosylhomocystein).